# Secteur Montagne de Lure
 (janvier 2023).
Le secteur Montagne de Lure est un secteur pastoral catholique du département des Alpes-de-Haute-Provence dépendant du Diocèse de Digne, Riez et Sisteron. Il comprend 18 paroisses : Banon, Redortiers, Saumane, La Rochegiron, l'Hospitalet, Lardiers, Ongles, Revest-des-Brousses, Revest-du-Bion, Carniol, Simiane-la-Rotonde, Montsalier, Saint-Étienne-les-Orgues, Cruis, Mallefougasse-Augès, Fontienne, Montlaux et Revest-Saint-Martin. Le culte est célébré alternativement dans chacune des églises du secteur.